# Kanton Sainte-Geneviève-des-Bois
Kanton Sainte-Geneviève-des-Bois je francouzský kanton v departementu Essonne v regionu Île-de-France. Vznikl 20. července 1967.

## Složení kantonu
| Obec                      | Počet obyvatel (2009) | PSČ   | INSEE       |
| ------------------------- | --------------------- | ----- | ----------- |
| Sainte-Geneviève-des-Bois | 34 054                | 91700 | 91 3 25 549 |